# Jerzy Szerszeń

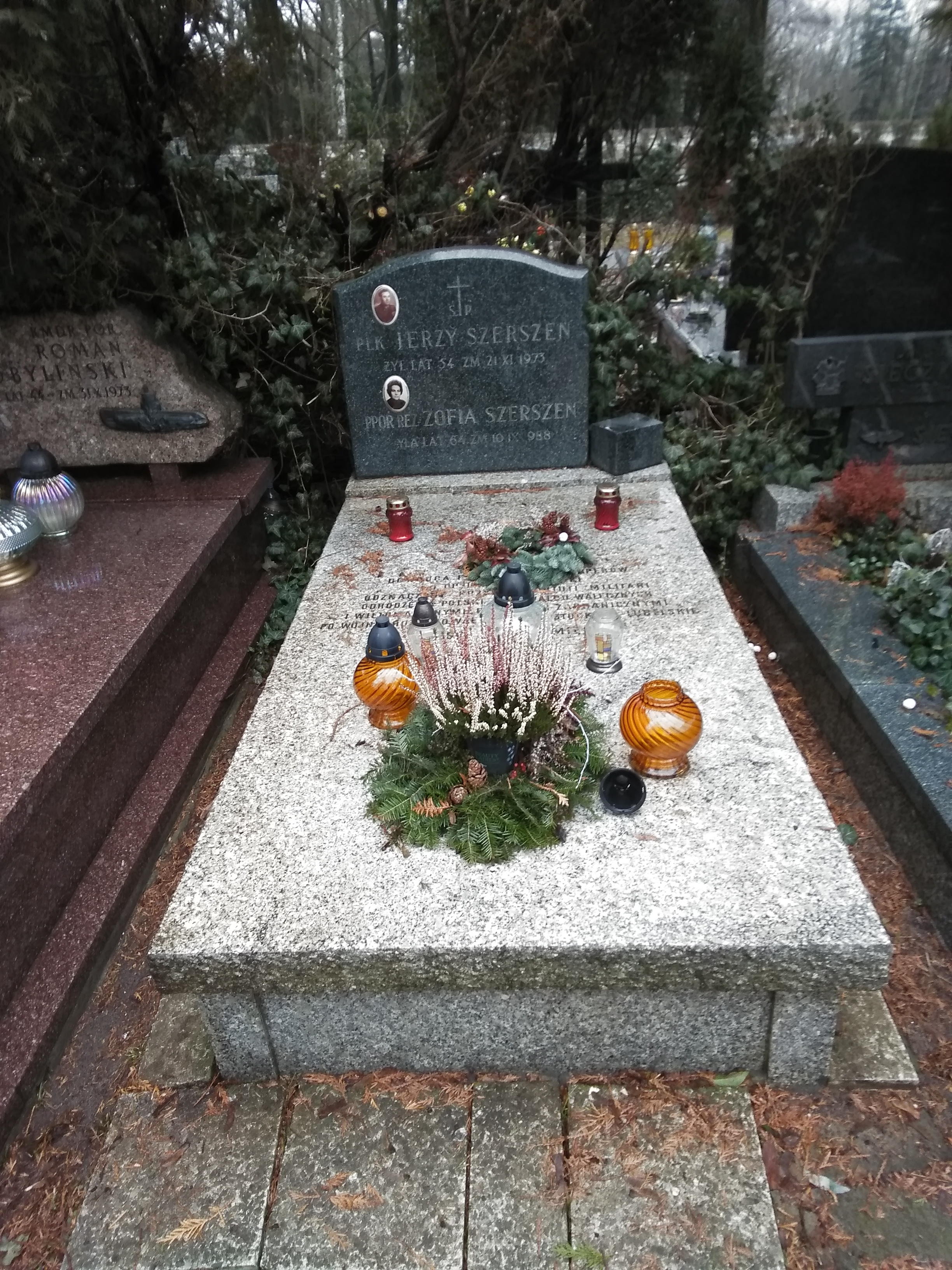
Grób Jerzego Szerszenia

Jerzy Szerszeń (ur. 1 listopada 1919 w Brodach, zm. 21 listopada 1973 w Warszawie) – polski uczestnik II wojny światowej pochodzenia żydowskiego, oficer Głównego Zarządu Informacji. 

## Życiorys
Był synem maszynisty kolejowego. W marcu 1941 został wcielony do Armii Czerwonej w ramach której ukończył Szkołę Młodszych Lejtnantów Inżynieryjno-Saperskich w Moskwie. W Armii Czerwonej służył do 3 czerwca 1943, a następnie został przeniesiony do 1. Warszawskiej Dywizji Piechoty im. Tadeusza Kościuszki, gdzie dowodził plutonem w 1. Samodzielnym Batalionie Saperów. W latach 1947–1956 był pracownikiem Głównego Zarządu Informacji Wojskowej. Od listopada 1947 do czerwca 1949 piastował funkcję zastępcy szefa Zarządu Informacji Wojskowej Okręgu Pomorskiego, a następnie od maja 1948 do maja 1949 szefa Zarządu Informacji Wojskowej Okręgu Pomorskiego. Od maja do lipca 1949 piastował funkcję szefa Zarządu Informacji Lotnictwa, następnie od lipca 1949 do sierpnia 1951 funkcję szefa Zarządu Informacji Warszawskiego Okręgu Wojskowego. W latach 1951–1954 był szefem Okręgowego Zarządu Informacji nr 8 w Gdyni oraz szefem Oddziału I Głównego Zarządu Informacji. W tym czasie nadzorował między innymi śledztwo w sprawie tzw. spisku komandorów przeciwko kmdr. Stanisławowi Mieszkowskiemu, kmdr. por. Zbigniewowi Przybyszewskiemu oraz kmdr. Jerzemu Staniewiczowi oraz w sprawie ucieczki załogi ORP Żuraw. Od 18 listopada 1956 do 2 sierpnia 1957 w stopniu pułkownika był attaché wojskowym, morskim i lotniczym przy Przedstawicielstwie Dyplomatycznym PRL w NRD. W 1963 został skierowany na Wyższy Kurs Akademicki Wojskowej Akademii Logistyki i Transportu w Leningradzie. Na początku sierpnia 1967 został przeniesiony do rezerwy. Zmarł w Warszawie i został pochowany na Cmentarzu Wojskowym na Powązkach (kwatera C29 rząd 3 grób 5).